# Diogo Ortiz de Vilhegas
Diogo Ortiz de Vilhegas (span.: Diego Ortiz de Villegas; * 1457 in Calzadilla; † 1519 in Almeirim) war ein portugiesischer Kosmograph, Theologe und Bischof spanischer Herkunft.

## Leben
Der 1457 im kastilischen Calzadilla als Sohn des Alfonso Ortiz de Villegas aus Toledo und der Maria da Silva geborene Diego Ortiz de Villegas wird im Portugiesischen Diogo Ortiz de Vilhegas genannt oder auch nach seinem Geburtsort portugiesisch „Calçadilha“. 1476 kam er von Salamanca nach Portugal und begleitete als Beichtvater die kastilische Kronprinzessin Johanna von Kastilien, die Braut für Alfons V., den König (1438–1481). In Portugal wurde Diogo Ortiz der Lateinlehrer des Sohnes von Alfons V., des Kronprinzen Johann. Nachdem dieser als Johann II. König (1481–1495) geworden war, vertraute er seinem ehemaligen Lehrer und Erzieher Diogo Ortiz 1481/82 das Priorat des Augustinerklosters São Vicente de Fora in Lissabon an.
Als Bischof von Tanger (1491–1500) hielt Diogo Ortiz 1495 bei der Beisetzung von Johann II. im Kloster Batalha, wo auch Alfons V. seine letzte Ruhe gefunden hatte, die Predigt. Von 1495 bis 1496 war er Hauptkaplan für Don Manuel, den Brudersohn von Alfons V., der als Manuel I. König (1495–1521) wurde. Für die Seeleute der am Folgetag nach Indien auslaufenden Flotte unter Führung von Pedro Álvares Cabral zelebrierte Diogo Ortiz am 8. März 1500 in Anwesenheit des Königs Manuel I. und seines Hofstaates zu Ehren Unserer Lieben Frau von Belém ein feierliches Pontifikalamt und hielt auch die Festpredigt. 
Als Bischof (1500–1505) des nordafrikanischen Ceuta, das von 1415 bis 1580 zu Portugal gehörte, hat Diogo Ortiz am 20. Juli 1504 seinen Cathecismo Pequeno in Lissabon veröffentlicht und diesen dem König Manuel I. gewidmet. Als Bischof von Viseu (1505–1519) war Diogo Ortiz für die humanistische Erziehung des Kronprinzen und späteren Königs Johann III. (1521–1557) verantwortlich. Diogo Ortiz starb im Januar/Februar des Jahres 1519 in Almeirim bei Santarém, wo er im Dominikanerkloster von Santa Maria da Serra bestattet wurde.

## Wirken
Der gebürtige Spanier Ortiz hat als Kosmograph, Theologe und Bischof aber auch als Hofprediger, Erzieher und Berater zwischen 1476 und 1519 auf vier Könige Portugals großen Einfluss ausgeübt. Zusammen mit Mestre Rodrigo und José Vizinho hat er die Seekarte für den portugiesischen Indienfahrer Pêro da Covilhã (um 1447–um 1500) erstellt, und als Mitglied einer von Johann II. berufenen Kommission hat er das Angebot des italienischen Seefahrers Christoph Kolumbus, Indien auf westlichem Seeweg zu erreichen, 1483 geprüft. Als diese portugiesische Kommission die vorgelegten Entdeckungspläne ablehnte, ging Kolumbus 1484 nach Spanien und fand dort die Unterstützung durch das spanische Königspaar. Der von Diogo Ortiz als Bischof von Ceuta verfasste und 1504 in Lissabon erschienene Katechismus für die Unwissenden in 50 Kapiteln führt als erstes katechetisches Handbuch in der Geschichte des Christentums den Buchtitel Cathecismo. Als Bischof von Viseu restaurierte er seit 1513 seine Bischofskirche, ließ die Gewölberippen als in Stein gehauene Schiffstaue mit Knoten ausführen und konsekrierte die Kathedrale von Viseu im Juni 1516 erneut.

## Werke
- Cathecismo Pequeno da doctrina & instruiçam que os christaãos ham de creer & obrar pera conseguir a benauenturança eterna feito & copilado pollo reuerendissimo señor dom Dioguo ortiz bispo de çepta. Emprimido com priuilegio del Rey nosso senhor etc. Lisboa 1504
- Historia passionis Domini Iesu. Lisbonae (posthum) 1542;